# Hermannia pulchra
Hermannia pulchra är en kvalsterart som först beskrevs av Aoki 1973.  Hermannia pulchra ingår i släktet Hermannia och familjen Hermanniidae. Inga underarter finns listade i Catalogue of Life.